# Rachiptera
Rachiptera är ett släkte av tvåvingar. Rachiptera ingår i familjen borrflugor.
Kladogram enligt Catalogue of Life:
| Rachiptera | \| \| Rachiptera biarcuata \| \| \| \| \| \| Rachiptera limbata \| \| \| \| \| \| Rachiptera percnoptera \| \| \| \| \| \| Rachiptera virginalis \| \| \| \| |
|            | \| \| Rachiptera biarcuata \| \| \| \| \| \| Rachiptera limbata \| \| \| \| \| \| Rachiptera percnoptera \| \| \| \| \| \| Rachiptera virginalis \| \| \| \| |
|            | Rachiptera biarcuata |
|            | |
|            | Rachiptera limbata |
|            | |
|            | Rachiptera percnoptera |
|            | |
|            | Rachiptera virginalis |
|            | |